# Arboridia maculifrons
Arboridia maculifrons är en insektsart som först beskrevs av Vilbaste 1968.  Arboridia maculifrons ingår i släktet Arboridia och familjen dvärgstritar. Inga underarter finns listade i Catalogue of Life.